# Sembaruthi
Sembaruthi é uma série de televisão indiana - Tamil de 2017 e produzida pela Zee Tamil.  A série é estrelada por Priya Raman, Shabana Shajahan, VJ Agni nos papéis principais.

## Elenco dos Personagens

### Elenco
- Priya Raman como 'Aadhikadavur' Akhilandeshwari
- Shabana Shajahan como Parvathi Aadithya
- Karthik Raj → VJ Agni como Aadhi

### Elenco estendido
- Oorvamubu Lakshmi como Vanaja
- Sanjay Kumar Asrani como Purshothaman
- Janani Ashok Kumar → Dheepthi Kapil como Aishwarya Arun
- VJ Kathir como 'Aadhikadavur' Arun Purushothaman
- VJ Mounika como Nandini
- Narasimha Raju como Sundaram
- Manobala como Mr. Perumal
- Shanthi Anand como Janaki
- Singapore Deepan como Vadivu